# 放流

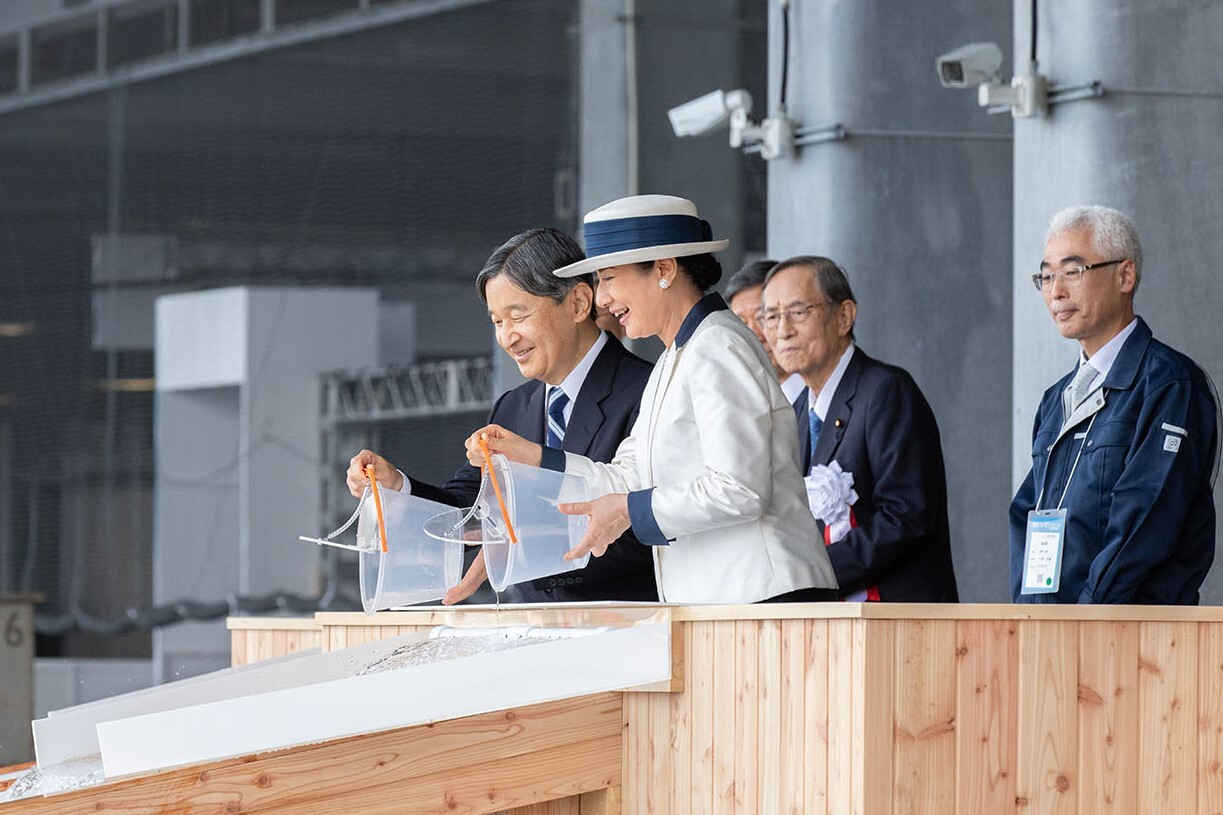
全国豊かな海づくり大会にて稚魚を放流する天皇徳仁、皇后雅子

動物に関して言う放流（ほうりゅう）とは、人間が管理下（捕獲・保護・飼育など）に置いている水生動物を、水系の自然環境（川、湖沼、海など）に解き放つことを言う。英語（事実上の国際通用語）では disseminate 等の語を用いて説明がなされる。

## 概説
特定の種の個体数減少への対策として、魚介類などを産卵前に捕獲し、採卵・受精後、ある程度の成育を進めたのち自然界に戻すこと、ウミガメのように産卵後の卵を採取して人工孵化させた後で自然界に戻すこと、何らかの事由によって保護下（治療する場合を含む）に置いた野生の水棲動物（例えば鰭脚類など）を、生存可能な状態にまで回復させた上で自然界に戻すことなどは、全て「放流」である。

### 目的を持った放流
漁業などの水産業の振興を目的として放流が行われることがあり、これは水産放流（すいさんほうりゅう）とよばれる。例えば2003年は、魚類と甲殻類、貝類を合わせて83種が、特に魚類は7700万匹が放流された。これは、沿岸の海域で盛んに行われている。
資源調査や生態調査目的で、天然個体に標識（タグ）を付けて標識放流を行い漁獲された場所や数などを調べる標識再捕獲法がある。

## 放流の問題
特定の種を原産地以外の水系に移殖することを目的に、主として捕獲した成魚（魚類以外では成体）を放つことにも用いるが、この行為は、外来種として在来の生態系を撹乱するという結果を招いて環境問題に発展するケースが極めて多い。こうした状況を受け、日本の場合、日本魚類学会が「放流ガイドライン」を策定し、生態系に配慮した放流の実施を呼びかけている。
ノースカロライナ大学グリーンズボロ校の照井慧らは、環境収容力が十分大きくない場合、放流は安定していた種間の競争の激化を通じて放流した種以外を排除するとともに、当該放流種内においても競争が激化されることから自然な増加も抑制されると指摘し、むしろ放流が生物多様性の毀損を強化してしまう可能性があることを警告している。

## 法律
特定外来生物による生態系等に係る被害の防止に関する法律
- 密放流 ‐ 特定外来生物の違法放流は、3年以下の懲役もしくは300万円以下の罰金、法人の場合1億円以下の罰金である[7]。